# Władysław Czyżewicz (lekarz)
Władysław Czyżewicz (ur. ok. 1851, zm. 6 czerwca 1918 we Lwowie) – polski lekarz, c. k. urzędnik, działacz społeczny.

## Życiorys
Ukończył studia medyczne uzyskując w 1874 stopień doktora. Od około 1875 do około 1882 praktykował jako lekarz w Wadowicach. W okresie zaboru austriackiego w ramach autonomii galicyjskiej podjął służbę w c. k. służbie zdrowia i od około 1882 do około 1886 był zatrudniony na stanowisku asystenta sanitarnego w urzędzie starostwa c. k. powiatu myślenickiego. Równolegle w tych latach praktykował w Myślenicach jako lekarz. Od około 1886 do 1890 sprawował stanowisko lekarza powiatowego przy urzędzie starostwa c. k. powiatu dąbrowskiego. W tym okresie praktykował jako lekarz w Dąbrowie.
Od 1890 sprawował stanowisko lekarza powiatowego w urzędzie starostwa c. k. powiatu sanockiego. W tych latach praktykował jako lekarz w Rymanowie. Około 1894 otrzymał tytuł honorowego obywatela Rymanowa. W Sanoku w latach 90. był także lekarzem tamtejszego oddział Towarzystwa Wzajemnych Ubezpieczeń w Krakowie. 20 maja 1899 obchodził w Sanoku jubileusz 25-lecia uzyskania doktoratu podczas uroczystości zorganizowanej przez sekcję sanocką Towarzystwa Lekarzy Galicyjskich. Przez wiele lat do końca pobytu w Sanoku był przewodniczącym sekcji sanockiej Towarzystwa Lekarzy Galicyjskich. W Sanoku działał społecznie. Był członkiem i doradcą sanockiego biura powiatowego Stowarzyszenia Czerwonego Krzyża mężczyzn i dam w Galicji. Był członkiem i działaczem sanockiego gniazda Polskiego Towarzystwa Gimnastycznego „Sokół” (1890, 1891, 1892), członkiem sądu honorowego tegoż; z dniem 6 lutego 1900 wystąpił z wydziału gniazda i całego towarzystwa. Działał w Towarzystwie Kasyna w Sanoku, w listopadzie 1895 został wybrany zastępcą przewodniczącego wydziału, pełnił funkcję wiceprezesa na przełomie 1896/1897, a będąc prezesem w tym czasie rozwinął stowarzyszenie o wybitnie polskim charakterze. Był organizatorem i przewodniczącym wydziału Towarzystwa Korpusów Wakacyjnych w Sanoku. Pełniąc tę funkcję był inicjatorem zorganizowania obchodów 60-lecia kapłaństwa sanockiego proboszcza ks. Franciszka Salezego Czaszyńskiego. W czerwcu 1896 został wybrany członkiem wydziału Towarzystwa Pomocy Naukowej w Sanoku, a pod koniec tego roku wystąpił z tego stowarzyszenia. W 1899 organizował w Sanoku instytucję parku Jordana na wzór założonego w Krakowie.

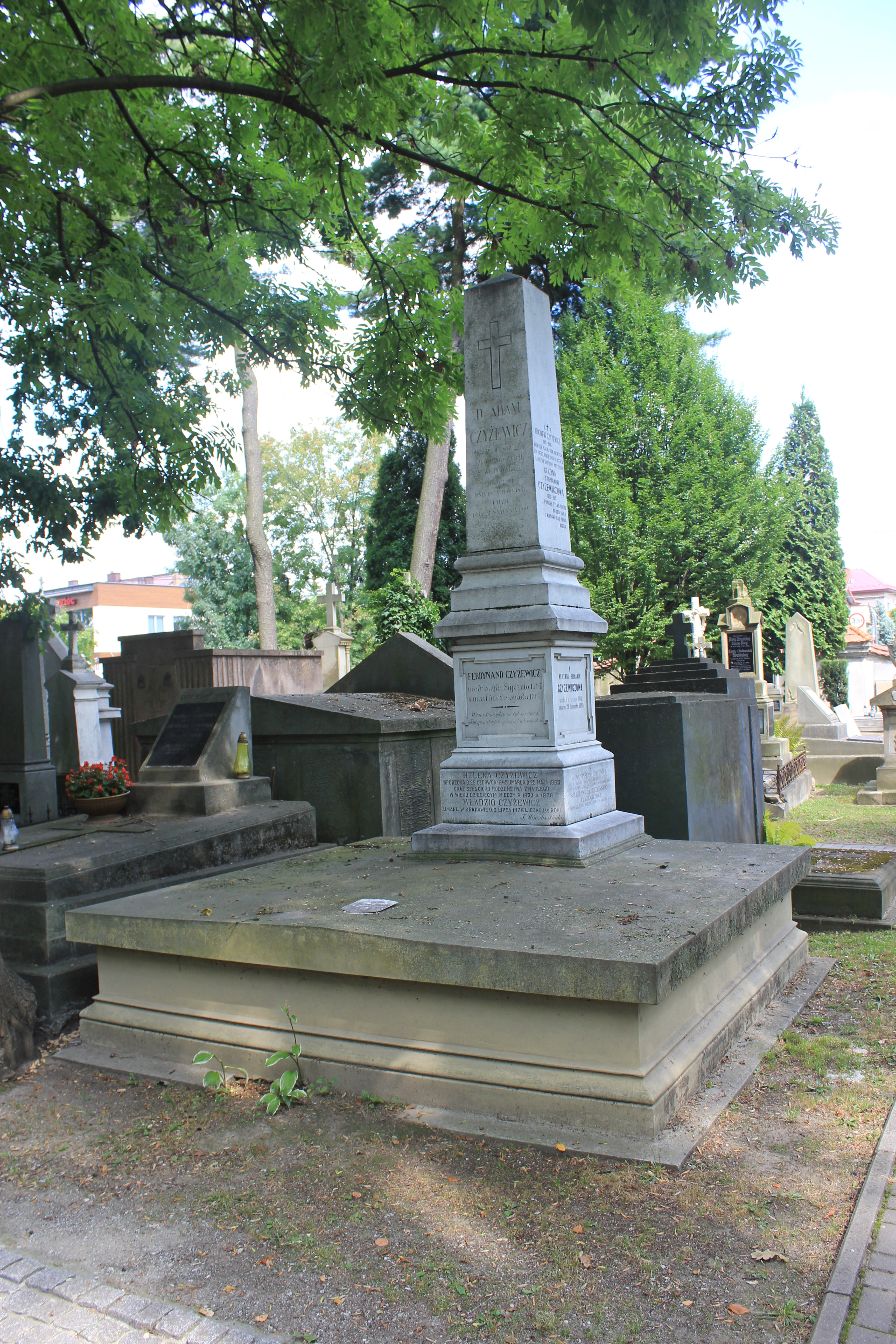
Grobowiec rodziny Czyżewiczów w Tarnowie

W marcu 1903 w charakterze starszego lekarza powiatowego został przeniesiony z Sanoka do Jarosławia. Sprawował stanowisko lekarza powiatowego w urzędzie c. k. starostwa powiatu jarosławskiego do około 1916 (od około 1910 w VII klasie rangi). W Jarosławiu praktykował też jako lekarz. Na początku maja 1910 był członkiem prezydium i zastępcą przewodniczącego zjazdu austriackich lekarzy urzędowych w Wiedniu. Był przewodniczącym oddziału jarosławskiego Towarzystwa Lekarzy Galicyjskich.
Zmarł 6 czerwca 1918 we Lwowie w wieku 67 lat. Został pochowany w grobowcu rodzinnym na Starym Cmentarzu w Tarnowie. Jego żoną była Bolesława z domu Zdzieńska (córka Ludwiki i Ludwika Korab Zdzieńskiego, c. k. poczmistrza w Krynicy, w 1908 należąca do jarosławskiego koła Towarzystwa Szkoły Ludowej, zmarła 25 marca 1918 we Lwowie w wieku 64 lat)). Miał syna Stanisława (ur. 1879, absolwent C. K. Gimnazjum w Sanoku z 1897). Jego krewnym był Adam Czyżewicz (1841-1910, także lekarz oraz poseł).

## Odznaczenia
austro-węgierskie
- Brązowy Medal Jubileuszowy Pamiątkowy dla Sił Zbrojnych i Żandarmerii (przed 1912)[29][30].
- Medal Jubileuszowy Pamiątkowy dla Cywilnych Funkcjonariuszów Państwowych (przed 1912)[29][30].
- Krzyż Jubileuszowy dla Cywilnych Funkcjonariuszów Państwowych (przed 1912)[29][30].